# Cadetia ledifolia
Cadetia ledifolia là một loài thực vật có hoa trong họ Lan. Loài này được (J.J.Sm.) W.Kittr. mô tả khoa học đầu tiên năm 1984.